# Le Témoin (film, 1912)
Pour les articles homonymes, voir Le Témoin.
Pour plus de détails, voir Fiche technique et Distribution.
Le Témoin est un film muet français réalisé par Louis Feuillade et sorti en 1912.

## Fiche technique
- Titre : Le Témoin
- Réalisation : Louis Feuillade
- Scénario : Louis Feuillade
- Société de production : Société des Établissements L. Gaumont
- Société de distribution : Comptoir Ciné-Location (C.C.L)
- Pays d'origine :  France
- Langue : film muet avec les intertitres en français
- Format : Noir et blanc — 35 mm — 1,33:1 — Muet
- Métrage : 233 m
- Genre :
- Durée : 7 minutes 40
- Date de sortie : 
  -  France : 21 juin 1912

Sources :  Bifi et IMDb

## Distribution
- Renée Carl
- Paul Manson